# Kongsvinger Idrettslag Toppfotball 2007
Questa voce raccoglie le informazioni riguardanti il Kongsvinger Idrettslag Toppfotball nelle competizioni ufficiali della stagione 2007.

## Rosa
| N. |                     | Ruolo | Calciatore                 |
| -- | ------------------- | ----- | -------------------------- |
| 1  | Norvegia (bandiera) | P     | Alexander van Wijk         |
| 2  | Norvegia (bandiera) | D     | Kjetil Kamark              |
| 3  | Norvegia (bandiera) | D     | Fredrik Nilsen             |
| 4  | Norvegia (bandiera) | D     | Arnar Førsund              |
| 4  | Norvegia (bandiera) | D     | Kjetil Gerhardsen          |
| 5  | Norvegia (bandiera) | C     | Petter Aspebakken Lindstad |
| 6  | Norvegia (bandiera) | C     | Ørjan Berg Hansen          |
| 7  | Svezia (bandiera)   | D     | Johan Nilsson Guiomar      |
| 8  | Norvegia (bandiera) | A     | Magnus Sylling Olsen       |
| 9  | Svezia (bandiera)   | A     | John Pelu                  |
| 11 | Svezia (bandiera)   | A     | Peter Lindau               |
| 12 | Norvegia (bandiera) | D     | Lasse Bergan-Foss          |
| 12 | Norvegia (bandiera) | C     | Steinar Strømnes           |

| N. |                     | Ruolo | Calciatore          |
| -- | ------------------- | ----- | ------------------- |
| 13 | Norvegia (bandiera) | A     | Patrick Holtet      |
| 14 | Norvegia (bandiera) | D     | Kai Olav Ryen       |
| 15 | Polonia (bandiera)  | A     | Krzysztof Smoliński |
| 16 | Norvegia (bandiera) | D     | Herman Odden        |
| 17 | Norvegia (bandiera) | C     | Harald Stormoen     |
| 18 | Norvegia (bandiera) | C     | Lars Erik Fremming  |
| 19 | Norvegia (bandiera) | C     | Bjarne Ingebretsen  |
| 20 | Svezia (bandiera)   | A     | Peter Samuelsson    |
| 21 | Norvegia (bandiera) | C     | Carl-Erik Torp      |
| 23 | Svezia (bandiera)   | P     | Conny Månsson       |
| 24 | Norvegia (bandiera) | A     | Ragnar Koffeld      |
| 25 | Norvegia (bandiera) | A     | Johan Nås           |
| –– | Norvegia (bandiera) | D     | Sven Fredrik Stray  |

## Risultati

### Campionato

#### Girone di andata
| Arbitro: | Sælen (Bergen) |

|                                  |           |  |
| Pedersen 32’ (rig.) Hægeland 86’ | Marcatori |  |

| Arbitro: | Høgberg |

|  |           |           |
|  | Marcatori | 74’ Hagen |

| Arbitro: | Toppe |

|                    |           |                         |
| Rogstad 30’ (rig.) | Marcatori | 13’ Olsen 62’, 74’ Pelu |

| Arbitro: | Borgersen |

|                     |           |           |
| Lindau 34’ Pelu 78’ | Marcatori | 75’ Sakka |

| Arbitro: | Krokdal (Oslo) |

|                |           |                                              |
| Samuelsson 64’ | Marcatori | 29’ (rig.) Martins 45’, 66’ Olsen 56’ Hamoud |

| Arbitro: | Ahlsen |

|                |           |                         |
| Lamøy 12’, 50’ | Marcatori | 82’ Pelu 90’ Samuelsson |

| Arbitro: | Johnsen |

|  |           |                                       |
|  | Marcatori | 13’ (rig.) Antoine-Curier 45’ Johnsen |

| Arbitro: | Krokdal |

|  |           |                          |
|  | Marcatori | 39’ Samuelsson 70’ Olsen |

| Kongsvinger 3 giugno 2007, ore 18:00 CEST 9ª giornata | Kongsvinger | 0 – 0 referto | Bryne | Gjemselund Stadion (865 spett.)\| Arbitro: \| Borgersen \| |
| Arbitro:                                              | Borgersen   |               |       |                                                            |

| Arbitro: | Olsen (Kristiansand) |

|                      |           |                                       |
| Ojukwu 70’ Güven 80’ | Marcatori | 10’, 31’ Pelu 37’ Torp 89’ Samuelsson |

| Arbitro: | Kjensli |

|  |           |            |
|  | Marcatori | 44’ Låstad |

| Arbitro: | Toppe |

|                              |           |  |
| Waltrip 12’, 56’ (rig.), 87’ | Marcatori |  |

| Arbitro: | Hansen |

|                           |           |           |
| Smoliński 13’ Førsund 56’ | Marcatori | 35’ Askar |

| Arbitro: | Krokdal |

|                             |           |                          |
| Johannessen 24’, 90’ (rig.) | Marcatori | 2’ Hansen 42’ Samuelsson |

| Arbitro: | Ahlsen |

|                                   |           |  |
| Olsen 50’ Pelu 65’ Samuelsson 81’ | Marcatori |  |

#### Girone di ritorno
| Arbitro: | Kjensli |

|                                      |           |                           |
| Samuelsson 65’ Lindau 75’ Holtet 90’ | Marcatori | 25’ Pedersen 55’ Pedersen |

| Arbitro: | Høgberg |

|                                                     |           |  |
| Kienast 5’ Abiodun 55’ Pasoja 82’ (rig.) Øverby 86’ | Marcatori |  |

| Arbitro: | Alseth (Stjørdal) |

|                    |           |  |
| Olsen 37’ Torp 76’ | Marcatori |  |

| Arbitro: | Høgberg |

|  |           |                                     |
|  | Marcatori | 54’ (rig.), 74’ Pelu 72’ Samuelsson |

| Arbitro: | Hansen |

|             |           |           |
| Martins 45’ | Marcatori | 29’ Olsen |

| Arbitro: | Hafsås |

|                                                             |           |            |
| Samuelsson 57’ Holtet 65’ Pelu 75’ (rig.) Lindau 86’ (rig.) | Marcatori | 24’ Giæver |

| Arbitro: | Høgberg |

|                           |           |                  |
| Rodríguez 12’ Johnsen 53’ | Marcatori | 2’ Pelu 8’ Olsen |

| Arbitro: | Hakestad |

|          |           |                          |
| Olsen 9’ | Marcatori | 18’ Mork 52’ Baldvinsson |

| Bryne 23 settembre 2007, ore 16:00 CEST 24ª giornata           | Bryne     | 1 – 2 referto   | Kongsvinger | Bryne Stadion (1.802 spett.) |
| \| \| \| \| \| Borgvardt 1’ \| Marcatori \| 36’, 59’ Lindau \| |           |                 |             |                              |
|                                                                |           |                 |             |                              |
| Borgvardt 1’                                                   | Marcatori | 36’, 59’ Lindau |             |                              |

| Arbitro: | Johnsen |

|                          |           |           |
| Samuelsson 32’ Olsen 70’ | Marcatori | 56’ Skard |

| Arbitro: | Krokdal (Oslo) |

|               |           |                           |
| Gallefoss 79’ | Marcatori | 47’ Samuelsson 70’ Lindau |

| Kongsvinger 14 ottobre 2007, ore 15:00 CEST 27ª giornata                                              | Kongsvinger | 2 – 4 referto                           | Sogndal | Gjemselund Stadion (950 spett.) |
| \| \| \| \| \| Holtet 30’ Elvis 33’ (aut.) \| Marcatori \| 25’ Flo 27’ Elvis 44’ Solheim 89’ Kader \| |             |                                         |         |                                 |
| |             |                                         |         |                                 |
| Holtet 30’ Elvis 33’ (aut.)                                                                           | Marcatori   | 25’ Flo 27’ Elvis 44’ Solheim 89’ Kader |         |                                 |

| Arbitro: | Alapnes |

|             |           |                             |
| Muiruri 24’ | Marcatori | 32’ Olsen 55’ Torp 85’ Pelu |

| Arbitro: | Hafsås |

|                                                      |           |  |
| Samuelsson 22’ Nilsson Guiomar 61’ Holtet 89’ (rig.) | Marcatori |  |

| Arbitro: | Hansen |

|  |           |                                                               |
|  | Marcatori | 11’, 15’ Samuelsson 21’ Olsen 55’ (rig.) Månsson 85’ Ellefsen |

### Coppa di Norvegia
| Strømmen 20 maggio 2007, ore 18:00 CEST Primo turno             | Strømmen  | 1 – 2 referto       | Kongsvinger | Strømmen Stadion |
| \| \| \| \| \| Dalen 60’ \| Marcatori \| 27’, 41’ Samuelsson \| |           |                     |             |                  |
|                                                                 |           |                     |             |                  |
| Dalen 60’                                                       | Marcatori | 27’, 41’ Samuelsson |             |                  |

| Kongsvinger 13 giugno 2007, ore 18:00 CEST Secondo turno                             | Kongsvinger | 5 – 0 referto | Strømmen | Gjemselund Stadion |
| \| \| \| \| \| Torp 16’ Samuelsson 45’, 70’ Lindau 85’ Holtet 88’ \| Marcatori \| \| |             |               |          |                    |
|                                                                                      |             |               |          |                    |
| Torp 16’ Samuelsson 45’, 70’ Lindau 85’ Holtet 88’                                   | Marcatori   |               |          |                    |

| Notodden 27 giugno 2007, ore 18:00 CEST Terzo turno                     | Notodden  | 2 – 1 (d.t.s.) referto | Kongsvinger | Idrettsparken |
| \| \| \| \| \| Ystaas 90’ Ryen 112’ (aut.) \| Marcatori \| 53’ Olsen \| |           |                        |             |               |
|                                                                         |           |                        |             |               |
| Ystaas 90’ Ryen 112’ (aut.)                                             | Marcatori | 53’ Olsen              |             |               |